# Ривър парти (Нестрам)
„Ривър парти“ (на гръцки: River Party Νεστορίου) е фестивал в костурското село Нестрам (Несторио), Гърция. Провежда се в природата край селото, край река Белица, десен приток на Бистрица.
Фестивалът за пръв път се провежда в началото на август 1978 година предимно от завърнали се по родните места деца бежанци. За пръв път се провежда като къмпинг в гората с китари и грамофони, като постепенно размерът и значението на фестивала се разрастват в региона. Превръща се в известен исторически фестивал на гръцката музика, като в съвремието събира над 50 000 посетители. В 1985 година фестивалът за пръв път е организиран официално. Оттогава „Ривър парти“ се провежда всяка година в първия уикенд на август и става значително културно събитие в страната.
Днес фестивалът край реката се организира от Общинското общественополезно предприятие за култура и спорт в сътрудничество с компанията „Пийпъл Ентъртейнмънтс“ и е едно от най-важните годишни културни събития в страната.
Сред природата на Костурско любителите на музиката имат възможност да слушат добре познати и млади артисти, представляващи различни течения в изкуство, поп, рок и народна музика и да участват в паралелните дейности, организирани в рамките на фестивала. Организирани са природолюбиви и спортни дейности – пешеходен туризъм, екскурзии из Грамос, алпинизъм, катерене, кану, каяк, плуване в реката, игри по ориентиране, стрелба с лък, стрелба, рафтинг, батутни игри, парапланеризъм и други. Също така понякога се редуват и други събития, сред които театрални представления за деца, изложби на фотография, книги, народно изкуство и други.